# Мио Отани
Мио Отани (јап. 大谷 未央; 5. мај 1979) бивша је јапанска фудбалерка.

## Репрезентација
За репрезентацију Јапана дебитовала је 2000. године. Са репрезентацијом Јапана наступала је на Олимпијским играма (2004) и два Светска првенства (2003. и 2007). За тај тим одиграла је 73 утакмице и постигла је 31 гол.

## Статистика
| Јапан  | Јапан | Јапан |
| Год.   | Ута.  | Гол.  |
| ------ | ----- | ----- |
| 2000   | 5     | 0     |
| 2001   | 11    | 9     |
| 2002   | 10    | 2     |
| 2003   | 14    | 13    |
| 2004   | 10    | 7     |
| 2005   | 7     | 0     |
| 2006   | 9     | 0     |
| 2007   | 7     | 0     |
| Укупно | 73    | 31    |